# HP-UX
HP-UX (произн. эйч-пи-ю-икс) — проприетарная версия операционной системы UNIX фирмы Hewlett-Packard (HP). Она работает на архитектурах PA-RISC, Intel Itanium и Apollo/Domain. Ранние версии также работали на процессорах HP 9000 Series 200, Series 300 и Series 400, основанных на семействе процессоров Motorola 68000, и HP 9000 Series 500 собственной архитектуры HP FOCUS.
В HP-UX впервые была представлена система списков контроля доступа для контроля доступа к файлам вместо традиционной системы разрешений UNIX. HP-UX была среди первых основанных на Unix систем со встроенным менеджером логических дисков.

## Версии
- 1.0 (1984) — версия для HP 9807A[англ.] (HP Integral PC[англ.]). Ядро хранилось в ПЗУ.
- 2.0 (1987) — первая версия для HP 9000 Series 200.
- 3.x (1988) — версия только для HP 9000 Series 600/800.
- 7.x (1990) — включен OSF/Motif.
- 8.x (1991) — добавлена поддержка динамически подключаемых библиотек.
- 9.x (1992) — добавлен менеджер логических томов (LVM). Добавлен System Administration Manager (SAM)[2][3].
- 10.20 (1996) — первая версия HP-UX, поддерживающая PA-RISC 2.0.
- 11.11 (2000) — также известна как 11i. В этой версии HP-UX представлена концепция операционных окружений. Это группы приложений одного типа, например: критические, корпоративные, интернет, технические. Также была включена поддержка гигабитного Ethernet, NFS через TCP/IP, динамически изменяемые параметры ядра и защищённые стеки.
- 11.23 (2003)
- 11iv3 (11.31) (2007) — из основных добавленных возможностей: поддержка балансировки дисков в ядре (без SecurePath), замена и добавление на лету RAM, CPU, плат ввода-вывода, применение патчей онлайн с помощью Dynamic Root Disk. По заявлениям HP производительность увеличена по сравнению HP-UX 11iv2 на 30 %. Приложения, написанные для предыдущих версий 11i, работают в 11iv3 без перекомпиляции. SAM заменён на System Management Homepage (SMH)[4].
- 11iv3 Updates 14 (март 2015) — Java 8.0.00 и Ethernet 10 Гбит/с 10GigEthr-05 (драйвер itxgbe для stand-up, мезонинных плат и LOM (Out-of-band management[англ.])

## Файловые системы
В ранних версиях HP-UX Hewlett-Packard использовала созданную для неё на основе Unix File System файловую систему HFS (англ. High-performance File System). Это название было таким же, как у файловой системы операционной системы MacOS компании Apple, что создало путаницу и смущало пользователей (возможно, в HP намеренно создали такую неоднозначность).
В дальнейшем HP адаптировала для HP-UX файловую систему VxFS компании Veritas Software и сделала её основной в HP-UX, присвоив своему варианту VxFS название «JFS» (англ. Journaled File System), что снова внесло путаницу, поскольку к тому времени уже существовала файловая система JFS, разработанная корпорацией IBM для операционной системы AIX.
После внедрения в HP-UX файловой системы JFS (портированной VxFS), HFS (High-performance File System) в этой ОС помечена устаревшей, при этом её поддержка в ОС сохранена в целях совместимости.

## Безопасность
27 ноября 2009 года HP-UX 11i v3 (с CC v3.1) сертифицирована в соответствии с Common Criteria и получила уровень безопасности EAL4+ (ALC_FLR.3).

### На русском языке
- HP-UX в каталоге ссылок Curlie (dmoz)
- Unixpin.com: советы, примеры, решения. Раздел посвящённый HP-UX

### На английском языке
- Hewlett-Packard HP-UX (недоступная ссылка)
- Центр архива и портирования HP-UX
- Архив рассылки comp.sys.hp.hpux из Google Groups
- HP-UX FAQ
- Безопасность HP-UX
- Porting And Archive Centre for HP-UX. Пакеты свободного ПО под HP-UX